# Nirvana (banda)
Nirvana fue una banda de rock estadounidense formada en Aberdeen (Washington), en 1987. Fundada por el cantante y guitarrista Kurt Cobain y el bajista Krist Novoselic, la banda pasó por una sucesión de bateristas, sobre todo Chad Channing, y luego reclutó a Dave Grohl en un otoño de 1990. El éxito de la banda popularizó el rock alternativo y, a menudo, se los mencionaba como la banda proa de la Generación X. A pesar de contar con una corta carrera profesional que duró sólo siete años, su música mantiene un seguimiento popular y continúa influyendo en la cultura del rock moderno.
A fines de la década de 1980, Nirvana se estableció como parte de la escena grunge de Seattle y lanzó su primer álbum, Bleach, para el sello discográfico independiente SubPop en 1989. Desarrollaron un sonido que se basaba en contrastes dinámicos, a menudo entre versos tranquilos y coros pesados. Después de firmar con el sello discográfico DGC Records en 1991, Nirvana encontró un inesperado éxito comercial con «Smells Like Teen Spirit», el primer sencillo de su histórico segundo álbum Nevermind (1991). Un fenómeno cultural de la década de 1990, Nevermind fue certificado Diamante por la RIAA y se le atribuye el fin del dominio del hair metal.
Caracterizados por su estética punk, la fusión de melodías pop con noise rock de Nirvana, combinada con sus temas de abyección y alienación social, les dio popularidad mundial. Después de extensas giras y del lanzamiento del álbum recopilatorio de 1992 Incesticide y del EP Hormoaning, la banda lanzó su muy esperado tercer álbum de estudio, In Utero (1993). El álbum encabezó las listas de álbumes de Estados Unidos y Reino Unido y fue aclamado por la crítica. Nirvana se disolvió tras el suicidio de Cobain en abril de 1994. Novoselic, Grohl y la viuda de Cobain, Courtney Love, han supervisado varios lanzamientos póstumos. El álbum póstumo en vivo MTV Unplugged in New York (1994) ganó el premio a la Mejor Interpretación de Música Alternativa en los Premios Grammy de 1996.
Nirvana es una de las bandas más vendidas de todos los tiempos, habiendo vendido más de 95 millones de discos en todo el mundo. Durante sus tres años como acto principal, Nirvana recibió un American Music Award, un Brit Award y un Grammy Award, así como siete MTV Video Music Awards y dos NME Awards. Consiguieron cinco éxitos número uno en la lista Billboard Alternative Songs y cuatro álbumes número uno en el Billboard 200. En 2004, Rolling Stone nombró a Nirvana entre los 100 mejores artistas de todos los tiempos. Fueron incluidos en el Salón de la Fama del Rock and Roll en su primer año de elegibilidad en 2014.

## Historia

### 1987-1988: formación y primeros años
El cantante y guitarrista Kurt Cobain y el bajista Krist Novoselic se conocieron mientras asistían a Aberdeen High School en el estado de Washington. La pareja se hizo amiga mientras frecuentaba el espacio de práctica de The Melvins. Cobain quería formar una banda con Novoselic, pero él no respondió durante mucho tiempo. Cobain le dio una cinta de demostración de su proyecto Fecal Matter. Tres años después de que los dos se conocieron, Novoselic le notificó a Cobain que finalmente había escuchado la demostración de Fecal Matter y sugirió que formaran un grupo. Su primera banda, Sellouts, fue una banda tributo a Creedence Clearwater Revival. El proyecto contó con Novoselic en la guitarra y la voz, Cobain en la batería y Steve Newman en el bajo, pero duró poco tiempo. Otro proyecto, esta vez con originales, también se intentó a finales de 1986. Bob McFadden se alistó para tocar la batería, pero después de un mes este proyecto también fracasó. A principios de 1987, Cobain y Novoselic reclutaron al baterista Aaron Burckhard. Practicaron material de la cinta Fecal Matter de Cobain, pero comenzaron a escribir material nuevo poco después de formarse.
Durante sus meses iniciales, la banda pasó por una serie de nombres, incluidos Skid Row, Pen Cap Chew y Ted Ed Fred. La banda tocó bajo el nombre de Nirvana por primera vez el 19 de marzo de 1988 en el Community World Theatre, Tacoma (Washington), junto con las bandas Lush y Vampire Lezbos. El volante de este concierto, diseñado por Kurt Cobain, también mencionaba todos los nombres de las bandas anteriores: «Nirvana (también conocida como... Skid Row, Ted Ed Fred, Pen Cap Chew, Bliss)». El grupo se decidió por Nirvana porque, según Cobain, «quería un nombre que fuera hermoso o agradable y bonito en lugar de un nombre punk malo y obsceno como Angry Samoans». Novoselic y Cobain se mudaron a Tacoma y Olympia, Washington respectivamente. Perdieron contacto temporalmente con Burckhard y, en cambio, practicaron con Dale Crover de Melvins. Nirvana grabó sus primeros demos en enero de 1988.
A principios de 1988, Crover se mudó a San Francisco pero recomendó a Dave Foster como su reemplazo en la batería. La permanencia de Foster en Nirvana fue difícil; Durante un período en la cárcel, fue reemplazado por Burckhard, quien nuevamente se fue después de decirle a Cobain que tenía demasiada resaca para practicar algún día. Foster se reincorporaría a la banda, pero después de que Cobain y Novoselic conocieran al baterista Chad Channing, la banda lo despediría permanentemente —aunque no antes de que Foster presenciara al grupo tocar en vivo sin él—. Channing continuó tocando con Cobain y Novoselic; sin embargo, según Channing, «en realidad nunca dijeron “está bien, estás dentro”». Channing tocó su primer show con Nirvana a finales de mayo de 1988.

### 1988-1990: primeros lanzamientos
Nirvana lanzó su primer sencillo, una versión de «Love Buzz» de Shocking Blue, en noviembre de 1988 en el sello discográfico independiente de Seattle Sub Pop. Hicieron su primera entrevista con John Robb en Sounds, lo que convirtió su lanzamiento en el sencillo de la semana. El mes siguiente, la banda comenzó a grabar su álbum debut, Bleach, con el productor local Jack Endino. Bleach fue influenciado por el canto fúnebre de los Melvins, el punk rock de los ‘80 de Mudhoney y el heavy metal de los ‘70 de Black Sabbath. El dinero para las sesiones de grabación de Bleach, que figura en la portada del álbum como US$606,17, fue proporcionado por Jason Everman, quien posteriormente se incorporó a la banda como segundo guitarrista. Aunque Everman no tocó en el álbum, recibió un crédito en Bleach porque, según Novoselic, «querían hacerlo sentir más como en casa en la banda». Antes del lanzamiento del álbum, Nirvana se convirtió en la primera banda en firmar un contrato ampliado con Sub Pop.
Bleach se lanzó en junio de 1989 y se convirtió en una de las favoritas de las estaciones de radio universitarias. Nirvana se embarcó en su primera gira nacional, pero canceló las últimas fechas y regresó al estado de Washington debido a las crecientes diferencias con Everman. Nadie le dijo a Everman que había sido despedido; Everman dijo más tarde que había renunciado. Aunque Sub Pop no promocionó Bleach tanto como otros lanzamientos, tuvo un vendedor constante, y tuvo ventas iniciales de 40 000 copias. Sin embargo, Cobain estaba molesto por la falta de promoción y distribución del sello. A finales de 1989, Nirvana grabó el EP Blew con el productor Steve Fisk. En una entrevista con Robb, Cobain dijo que la música de la banda estaba cambiando: «Las primeras canciones eran realmente enojadas... Pero a medida que pasa el tiempo, las canciones se vuelven más y más pop a medida que me siento más y más feliz. Las canciones ahora tratan sobre conflictos en relaciones, cosas emocionales con otros seres humanos».

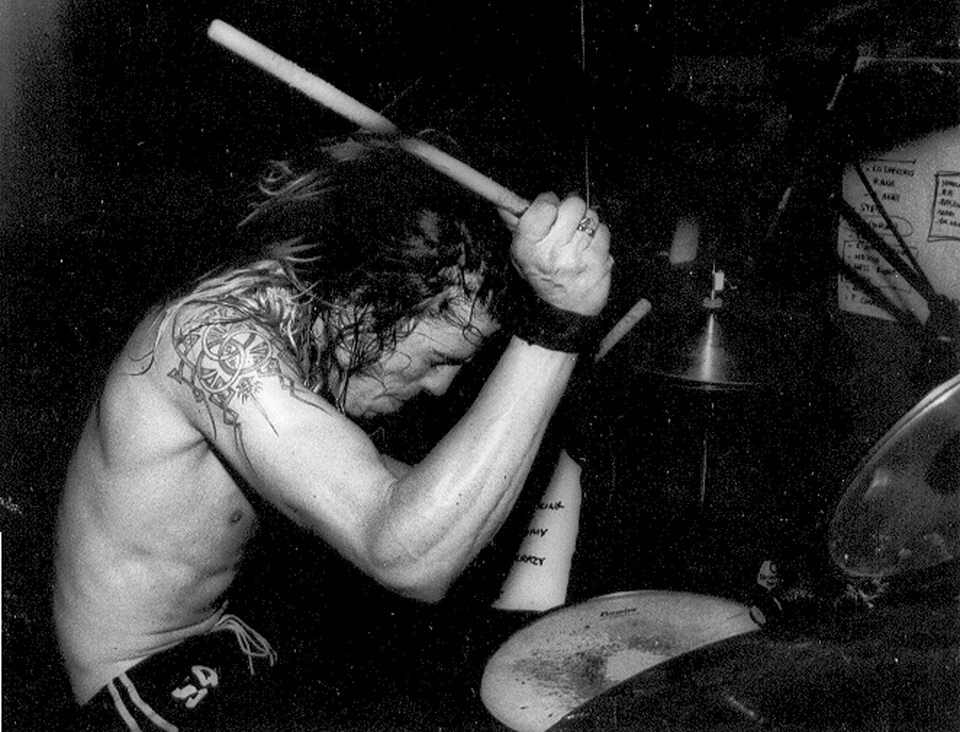
Grohl con Scream en 1989

En abril de 1990, Nirvana comenzó a trabajar en su próximo álbum con el productor Butch Vig en Smart Studios en Madison (Wisconsin). Cobain y Novoselic se desilusionaron con la forma de tocar la batería de Channing, y él expresó su frustración por no participar en la composición de las canciones. Cuando los bootleg de demos de Nirvana con Vig comenzaron a circular en la industria musical y a llamar la atención de los principales sellos discográficos, Channing dejó la banda. Ese julio, Nirvana grabó el sencillo «Sliver» con el baterista de Mudhoney, Dan Peters. Dale Crover sustituyó a la batería en la gira de siete fechas de Nirvana por la costa oeste estadounidense con Sonic Youth en agosto.
En septiembre de 1990, Buzz Osborne de Melvins presentó a Nirvana al baterista Dave Grohl, cuya banda Scream de Washington D. C. se había disuelto. Grohl audicionó para Novoselic y Cobain días después de llegar a Seattle; Novoselic dijo más tarde: «Sabíamos en dos minutos que él era el baterista adecuado». Grohl le dijo a Q: «Recuerdo estar en la misma habitación con ellos y pensar: “¿Cómo? ¿Esos son los Nirvana? ¿Estás bromeando?” Porque en la portada de su disco parecían leñadores psicópatas... Yo estaba, “¿Cómo, ese chico y ese gran hijo de puta? Estás bromeando”».

### 1991-1992:Nevermindy reconocimientomainstream
Desencantados con Sub Pop, y con las sesiones de Smart Studios generando interés, Nirvana buscó un acuerdo con un sello discográfico importante ya que ningún sello independiente podía rescindir su contrato. Cobain y Novoselic consultaron a la gerente de Soundgarden y Alice in Chains, Susan Silver, para pedirles consejo. Conocieron a Silver en Los Ángeles y ella les presentó al agente Don Muller y al abogado del negocio musical Alan Mintz, que se especializaba en encontrar acuerdos para nuevas bandas. Mintz comenzó a enviar la cinta de demostración de Nirvana a los principales sellos discográficos en busca de acuerdos. Siguiendo repetidas recomendaciones de Kim Gordon de Sonic Youth, Nirvana firmó con DGC Records en 1990. Cuando Nirvana fue incluido en el Salón de la Fama del Rock and Roll en 2014, Novoselic agradeció a Silver durante su discurso por «presentarlos adecuadamente en la industria de la música».
Después de firmar, la banda comenzó a grabar su primer álbum con un sello importante, Nevermind. Al grupo se le ofrecieron varios productores, pero se resistieron a Vig. En lugar de grabar en el estudio de Vig en Madison como lo habían hecho en 1990, la producción se trasladó a Sound City Studios en Van Nuys, Los Ángeles (California). Durante dos meses, la banda trabajó en una variedad de canciones. Algunos, como «In Bloom» y «Breed», habían estado en el repertorio de Nirvana durante años, mientras que otros, incluidos «On a Plain» y «Stay Away», carecían de letras terminadas hasta la mitad del proceso de grabación. Una vez completadas las sesiones de grabación, Vig y la banda se propusieron mezclar el álbum. Sin embargo, las sesiones de grabación se retrasaron y las mezclas resultantes se consideraron insatisfactorias. Se contrató al mezclador de Slayer, Andy Wallace, para crear la mezcla final. Después del lanzamiento del álbum, los miembros de Nirvana expresaron su descontento con el sonido pulido que el mezclador le había dado a Nevermind.

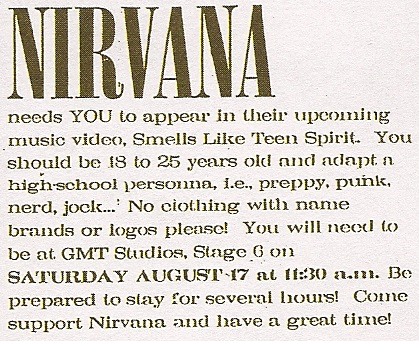
Anuncio de la banda animando a la gente a participar en la realización del vídeo musical de «Smells Like Teen Spirit».

Inicialmente, DGC Records esperaba vender 250 000 copias de Nevermind, lo mismo que habían logrado con Goo de Sonic Youth. Sin embargo, el primer sencillo «Smells Like Teen Spirit» rápidamente ganó impulso, llegó por la gran difusión del vídeo musical en MTV. Mientras realizaba una gira por Europa a finales de 1991, la banda descubrió que sus espectáculos estaban peligrosamente sobrevendidos, que los equipos de televisión se estaban convirtiendo en una presencia constante en el escenario y que «Smells Like Teen Spirit» era casi omnipresente en la radio y la televisión musical. En la Navidad de 1991, Nevermind vendía 400 000 copias a la semana en Estados Unidos. En enero de 1992, el álbum desplazó a Dangerous de Michael Jackson en el número uno de las listas de álbumes de Billboard y encabezó las listas en muchos otros países. El mes en que Nevermind alcanzó el número uno, Billboard proclamó: «Nirvana es esa rara banda que lo tiene todo: aclamación de la crítica, respeto de la industria, atractivo en la radio pop y una base universitaria/alternativa sólida como una roca». El álbum finalmente vendió más de quince millones de copias en los Estados Unidos y más de 30 millones en todo el mundo. Al repentino éxito de Nirvana se le atribuye la popularización del rock alternativo y el fin del dominio del hair metal.
Alegando agotamiento, Nirvana no emprendió otra gira americana en apoyo de Nevermind, y sólo realizó un puñado de actuaciones ese mismo año. En marzo de 1992, Cobain buscó reorganizar las regalías de composición del grupo —que hasta ese momento se habían dividido en partes iguales— para representar mejor que él escribió la mayor parte de la música. Grohl y Novoselic no pusieron objeciones, pero cuando Cobain quiso que el acuerdo fuera retroactivo al lanzamiento de Nevermind, los desacuerdos estuvieron a punto de romper la banda. Después de una semana de tensión, Cobain recibió una parte retroactiva del 75 por ciento de las regalías. Los malos sentimientos sobre la situación permanecieron dentro del grupo después.
En medio de rumores de que la banda se estaba disolviendo debido a la salud de Cobain, Nirvana encabezó la noche de clausura del Reading Festival de 1992 en Inglaterra. Cobain programó personalmente las fechas de actuaciones. La prensa suele considerar la actuación de Nirvana en Reading como una de las más memorables de la carrera del grupo. Unos días después, Nirvana actuó en los MTV Video Music Awards; a pesar de la negativa de la cadena a permitir que la banda tocara la nueva canción «Rape Me», Cobain rasgueó y cantó los primeros compases de la canción antes de tocar «Lithium». La banda recibió premios en las categorías de Mejor Vídeo Alternativo y Mejor Artista Nuevo.
DGC esperaba tener un nuevo álbum de Nirvana listo para la temporada navideña de finales de 1992; en cambio, lanzó el álbum recopilatorio Incesticide en diciembre de 1992. Incesticide, un trabajo conjunto entre DGC y Sub Pop, recopiló varias grabaciones raras de Nirvana y tenía como objetivo proporcionar el material a un mejor precio y mayor calidad que los piratas. Como Nevermind había estado disponible durante quince meses y había producido un cuarto sencillo en «In Bloom» en ese momento, Geffen/DGC optó por no promocionar intensamente Incesticide, que fue certificado oro por la Recording Industry Association of America en febrero siguiente.

### 1993:In Utero

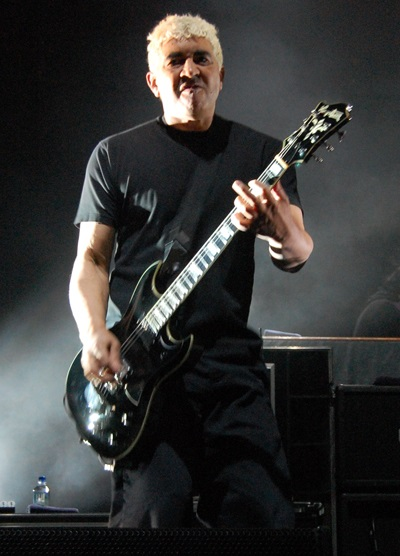
Nirvana añadió un guitarrista extra, Pat Smear, para la gira de In Utero

En febrero de 1993, Nirvana lanzó «Puss / Oh, the Guilt», un sencillo split con The Jesus Lizard, en el sello independiente Touch & Go. Para su tercer álbum, Nirvana eligió al productor Steve Albini, quien tenía reputación de tener principios y obstinación en la escena musical indie estadounidense. Mientras que algunos especularon que Nirvana eligió a Albini por sus credenciales underground, Cobain dijo que lo eligieron por su estilo de grabación «natural», sin capas de engaños de estudio. Albini y Nirvana grabaron el álbum en dos semanas en Pachyderm Studio en Cannon Falls (Minnesota), ese febrero por US$25 000.
Después de su finalización, aparecieron historias en el Chicago Tribune y Newsweek que citaban fuentes que afirmaban que DGC consideraba el álbum «irlantable». Los fanáticos comenzaron a preocuparse de que la visión creativa de Nirvana pudiera verse comprometida por su sello. Si bien las historias sobre que DGC archivó el álbum eran falsas, la banda no estaba contenta con ciertos aspectos de las mezclas de Albini; pensaron que los niveles de graves eran demasiado bajos, y Cobain sintió que «Heart-Shaped Box» y «All Apologies» no sonaban «perfectos». Se llamó al productor de R.E.M. Scott Litt para remezclar las dos canciones, y Cobain agregó más instrumentación y coros.
In Utero originalmente el álbum iba a llamarse "I hate myself and i want to die", sin embargo la compañía discográfica DGC records y Krist Novoselic convenció a Kurt de descartar tal nombre para su 3er disco, ya que este nombre no era para nada comercial y porque podían ser demandados debido a la malinterpretación del público, por lo que Kurt se vio obligado a buscar una alternativa hasta llegar al nombre "In Utero" (Sacado de un poema que este le dedicó a Courtney Love). También se llego a grabar la canción "I hate myself and i want to die", pero esta ultima no fue incluida en In Utero, sino en un álbum recopilatorio de 1993. In Utero encabezó las listas de álbumes estadounidenses y británicos. El crítico de Time, Christopher John Farley, escribió en su reseña: «A pesar de los temores de algunos fanáticos de la música alternativa, Nirvana no se ha vuelto popular, aunque este nuevo y potente álbum puede obligar una vez más a la corriente principal a convertirse en Nirvana». Llegó a vender más de cinco millones de copias en los Estados Unidos. Ese octubre, Nirvana se embarcó en su primera gira por EE. UU. en dos años, con el apoyo de Half Japanese y The Breeders. Para la gira, la banda añadió a Pat Smear de la banda de punk rock Germs como guitarrista secundario.
En noviembre, Nirvana grabó una actuación para el programa de televisión MTV Unplugged. Con el apoyo de Smear y la violonchelista Lori Goldston, rompieron las convenciones del programa al optar por no tocar sus canciones más conocidas. En cambio, interpretaron varias versiones e invitaron a Cris y Curt Kirkwood de Meat Puppets a unirse a ellos para interpretar tres canciones de su banda.
A principios de 1994, Nirvana se embarcó en una gira europea. Su concierto final tuvo lugar en Múnich (Alemania), el 1 de marzo. En Roma, en la mañana del 4 de marzo, la esposa de Cobain, Courtney Love, lo encontró inconsciente en su habitación de hotel y lo llevaron de urgencia al hospital. Cobain había reaccionado a una combinación de rohypnol y alcohol. El resto de la gira fue cancelada.

### 1994-1996: muerte de Cobain y separación

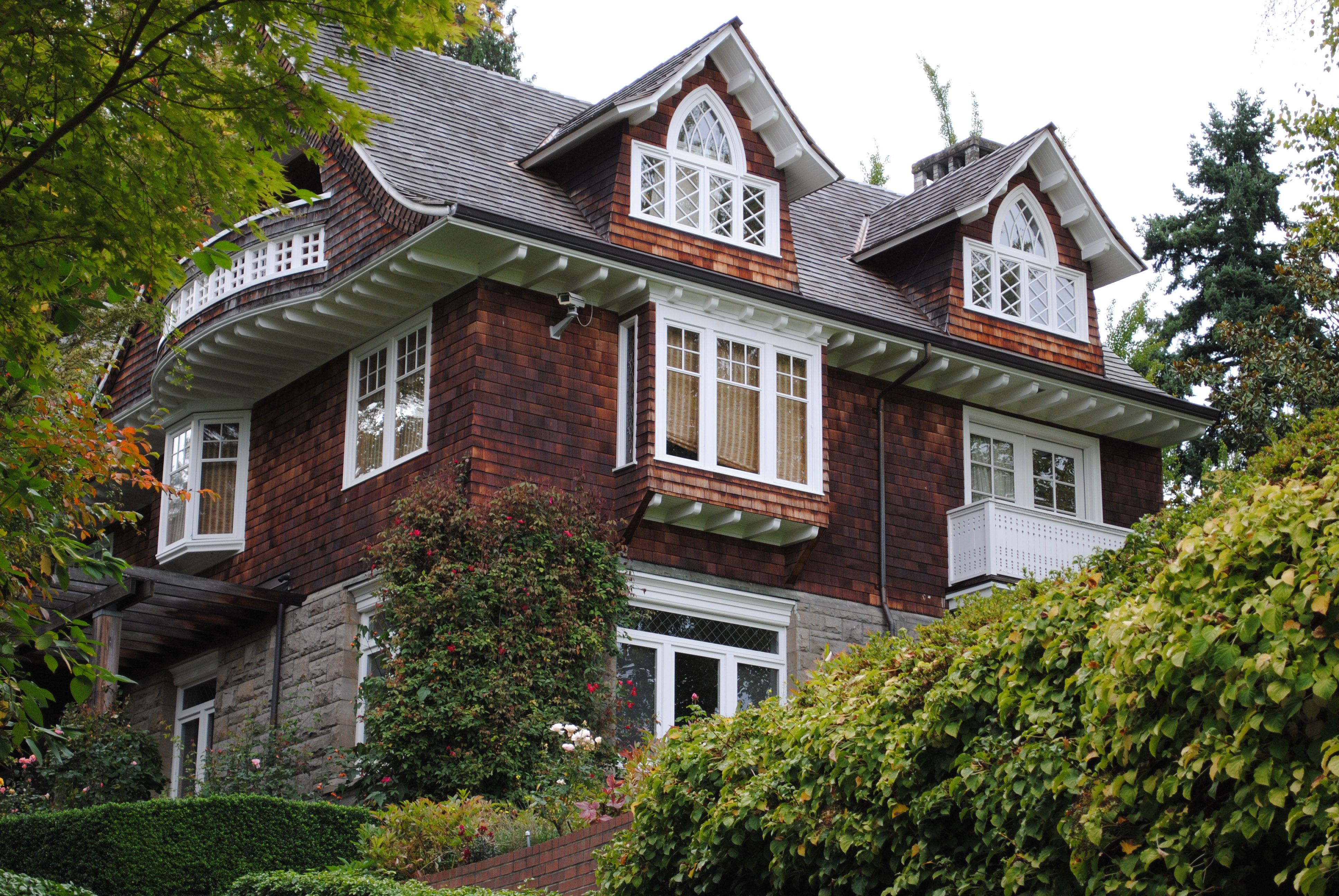
La casa de Cobain en Seattle, donde fue encontrado muerto en abril de 1994

El 6 de abril de 1994, se hizo público que Nirvana se retiró de su aparición planeada en la gira Lollapalooza 94 debido a los continuos problemas de salud de Cobain, e incluso surgieron informes de que se habían separado. En las semanas posteriores a su hospitalización en Roma, la adicción a la heroína de Cobain resurgió. Tras una intervención, lo convencieron de que ingresara en rehabilitación de drogas. Después de menos de una semana, abandonó las instalaciones sin informar a nadie y luego regresó a Seattle. Una semana después, el 8 de abril de 1994, Cobain fue encontrado muerto por una herida de escopeta autoinfligida en su casa en el barrio Denny-Blaine de la ciudad.
La muerte de Cobain atrajo la atención internacional y se convirtió en un tema de debate y fascinación pública. En cuestión de horas, las existencias de discos de Nirvana en las tiendas se agotaron, y las ventas de Nirvana aumentaron dramáticamente en el Reino Unido. Las entradas no utilizadas para los conciertos de Nirvana se vendieron a precios inflados en el mercado de segunda mano. La inflación fue provocada por el gerente de Brixton Academy, quien mintió en BBC Radio 1 diciendo que los fanáticos compraban entradas como una «pieza de la historia», en un esfuerzo por retener el dinero que podía perder con los reembolsos de las entradas. El 10 de abril de 1994 se celebró una vigilia pública en memoria de Cobain en un parque del Seattle Center, que atrajo a aproximadamente 7 000 personas,: 346  seguida de una ceremonia final el 31 de mayo de 1999.: 351 
En 1994, Grohl fundó una nueva banda, Foo Fighters. Él y Novoselic decidieron no unirse. Grohl dijo que les habría parecido «realmente natural» trabajar juntos de nuevo, pero habría sido incómodo para los otros miembros de la banda y habría ejercido más presión sobre Grohl. Novoselic centró su atención en el activismo político.
Los planes para un álbum en vivo de Nirvana, Verse Chorus Verse, fueron cancelados porque Novoselic y Grohl encontraron emocionalmente abrumador reunir el material tan poco después de la muerte de Cobain. En cambio, en noviembre de 1994, DGC lanzó la presentación de MTV Unplugged como MTV Unplugged in New York. Debutó en el número uno de las listas de Billboard y le valió a Nirvana un premio Grammy al Mejor Álbum de Música Alternativa. Fue seguido por el primer video en vivo de larga duración de Nirvana, Live! Tonight! Sold Out!!. En 1996, el álbum en vivo From the Muddy Banks of the Wishkah se convirtió en el tercer lanzamiento consecutivo de Nirvana en debutar en la cima de la lista de álbumes de Billboard.

### 1997-2006: conflictos con Courtney Love
En 1997, Novoselic, Grohl y Love formaron la sociedad de responsabilidad limitada Nirvana LLC para supervisar los proyectos de Nirvana. En octubre de 2001 estaba previsto el lanzamiento de una caja de cuarenta y cinco pistas de rarezas de Nirvana. Sin embargo, poco antes de la fecha de lanzamiento, Love presentó una demanda para disolver Nirvana LLC y se emitió una orden judicial que impedía la publicación de cualquier material nuevo de Nirvana hasta que se resolviera el caso. Love sostuvo que Cobain era Nirvana, que Grohl y Novoselic eran acompañantes y que ella había firmado el acuerdo de asociación originalmente con un mal consejo. Grohl y Novoselic contrademandaron, pidiendo al tribunal que retirara a Love de la sociedad y la reemplazara con otro representante del patrimonio de Cobain.
El día antes de que el caso fuera a juicio en octubre de 2002, Love, Novoselic y Grohl anunciaron que habían llegado a un acuerdo. El mes siguiente, se lanzó el álbum recopilatorio homónimo, que incluía la canción inédita «You Know You're Right», la última canción que grabó Nirvana. Debutó en el número tres en la lista de álbumes de Billboard. La caja recopilatoria With the Lights Out, se lanzó en noviembre de 2004. El lanzamiento contenía las primeras demostraciones de Cobain, grabaciones de ensayos preliminares y pistas en vivo. A finales de 2005 se lanzó un álbum de pistas seleccionadas de la caja, Sliver: The Best of the Box.
En abril de 2006, Love vendió el 25 por ciento de su participación en el catálogo de canciones de Nirvana a Primary Wave, por un valor estimado de US$50 millones. Love buscó asegurar a los aficionados de Nirvana que la música no se licenciaría simplemente al mejor postor: «Vamos a seguir siendo muy elegantes y fieles al espíritu de Nirvana mientras llevamos la música a lugares donde nunca ha estado antes».

### 2006-presente: reediciones y reuniones

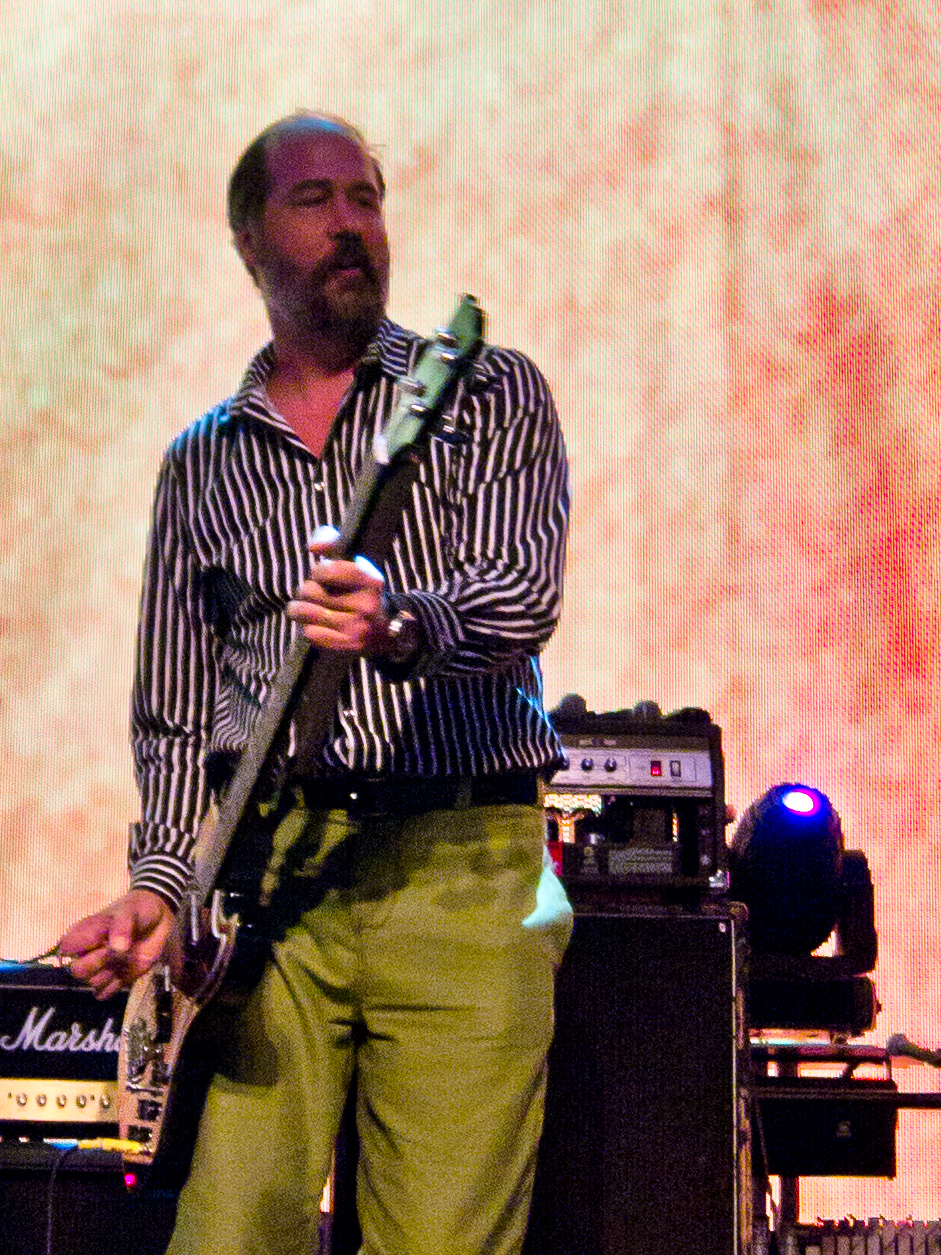
Krist Novoselic en 2011

Otros lanzamientos han incluido los lanzamientos en DVD de Live! Tonight! Sold Out!! en 2006, y la versión completa de MTV Unplugged in New York en 2007. En noviembre de 2009, la actuación de Nirvana en el Reading Festival de 1992 fue lanzada en CD y DVD como Live at Reading, junto con una edición de lujo del vigésimo aniversario de Bleach. DGC lanzó varios paquetes de edición de lujo del vigésimo aniversario de Nevermind en septiembre de 2011 e In Utero en septiembre de 2013.
En 2012, Grohl, Novoselic y Smear se unieron a Paul McCartney en 12-12-12: The Concert for Sandy Relief. La actuación contó con el estreno de una nueva canción escrita por los cuatro, «Cut Me Some Slack». Se lanzó una grabación de estudio de la banda sonora de Sound City, un documental de Grohl. El 19 de julio de 2013, el grupo volvió a tocar con McCartney durante el bis de su concierto Out There de Safeco Field en Seattle, la primera vez que los miembros de Nirvana actuaron juntos en su ciudad natal en más de quince años.
En 2014, Cobain, Novoselic y Grohl fueron incluidos en el Salón de la Fama del Rock and Roll. En la ceremonia de incorporación, Novoselic, Grohl y Smear interpretaron un set de cuatro canciones con los vocalistas invitados Joan Jett, Kim Gordon, St. Vincent y Lorde. Novoselic, Grohl y Smear luego realizaron un espectáculo completo en el St. Vitus Bar de Brooklyn con Jett, Gordon, St. Vincent, J Mascis y John McCauley como vocalistas invitados. Grohl agradeció a Burckhard, Crover, Peters y Channing por su tiempo en Nirvana. Everman también asistió.
En la fiesta anual previa a los Grammy de Clive Davis en 2016, Novoselic y Grohl se reunieron para interpretar la canción de David Bowie «The Man Who Sold the World», que Nirvana había versionado en su actuación de MTV Unplugged. Beck los acompañó con guitarra acústica y voz. En octubre de 2018, Novoselic y Grohl se reunieron durante la final del festival Cal Jam en el anfiteatro Glen Helen en el condado de San Bernardino (California), junto con los vocalistas invitados John McCauley y Joan Jett. En enero de 2020, Novoselic y Grohl se reunieron para una actuación benéfica para Art of Elysium en el Hollywood Palladium, junto con Beck, St Vincent y la hija de Grohl, Violet Grohl.
En septiembre de 2021, se estrenó el documental de la BBC When Nirvana Came to Britain para celebrar el 30.º aniversario de Nevermind, que incluye entrevistas con Grohl y Novoselic. Ese mes, se anunció una edición del 30 aniversario de Nevermind, que contenía setenta canciones inéditas. Para el 30 aniversario de In Utero, DGC reeditó el álbum en varios formatos el 27 de octubre de 2023, que incluyó el show completo del 30 de diciembre de 1993 en el Great Western Forum de Los Ángeles y el del 7 de enero de 1994 en el Seattle Center Arena.
El 30 de enero de 2025, Novoselic, Grohl y Smear se reunieron por primera vez en cinco años para actuar en el concierto benéfico de Fire Aid en Los Ángeles. A ellos se unieron St. Vincent para «Breed», Kim Gordon en «School», Joan Jett en «Territorial Pissings» y Violet Grohl en «All Apologies». Para las celebraciones del 50.º aniversario de Saturday Night Live, el 14 de febrero, Novoselic, Grohl y Smear se reunieron para interpretar «Smells Like Teen Spirit» con Post Malone.

## Estilo musical
El estilo musical de Nirvana ha sido descrito principalmente como grunge, rock alternativo, y punk rock. También han sido etiquetados como de hard rock. Caracterizados por su estética punk, Nirvana fusionó melodías pop con noise. Billboard describió su trabajo como una «mezcla genial de la voz ronca de Kurt Cobain y el crujir de las guitarras, la batería implacable de Dave Grohl y el trabajo unificador del bajo de Krist Novoselic que conectó con los fans en una lluvia de canciones alternativamente melódicas y potentes».
Cobain describió el sonido inicial de Nirvana como «una copia de Gang of Four y Scratch Acid». Cuando Nirvana grabó Bleach, Cobain sintió que tenía que cumplir con las expectativas del sonido grunge de Sub Pop para construir un fanbase, y suprimió su composición artística y pop en favor de un sonido más roquero. El biógrafo de Nirvana, Michael Azerrad, argumentó: «Irónicamente, fueron las restricciones del sonido Sub Pop las que ayudaron a la banda a encontrar su identidad musical». Azerrad declaró que al reconocer que habían crecido escuchando Black Sabbath y Aerosmith, habían podido dejar atrás su sonido inicial derivado.
Nirvana utilizó cambios dinámicos que iban de silenciosos a ruidosos. Cobain buscó mezclar sonidos musicales pesados y pop, diciendo: «Quería ser totalmente Led Zeppelin en cierto modo y luego ser punk rock totalmente extremo y luego hacer canciones pop realmente débiles». Cuando Cobain escuchó el álbum Surfer Rosa (1988) de Pixies después de grabar Bleach, sintió que tenía el sonido que quería lograr, pero se había sentido demasiado intimidado para intentarlo. La posterior popularidad de Pixies animó a Cobain a seguir sus instintos como compositor. Al igual que Pixies, Nirvana se movía entre «ritmos sobrios de bajo y batería y estallidos estridentes de guitarra y voz estridentes». Cerca de su muerte, Cobain dijo que la banda se había aburrido de la fórmula «limitada», pero expresó dudas de que tuvieran la habilidad suficiente para probar otras dinámicas.

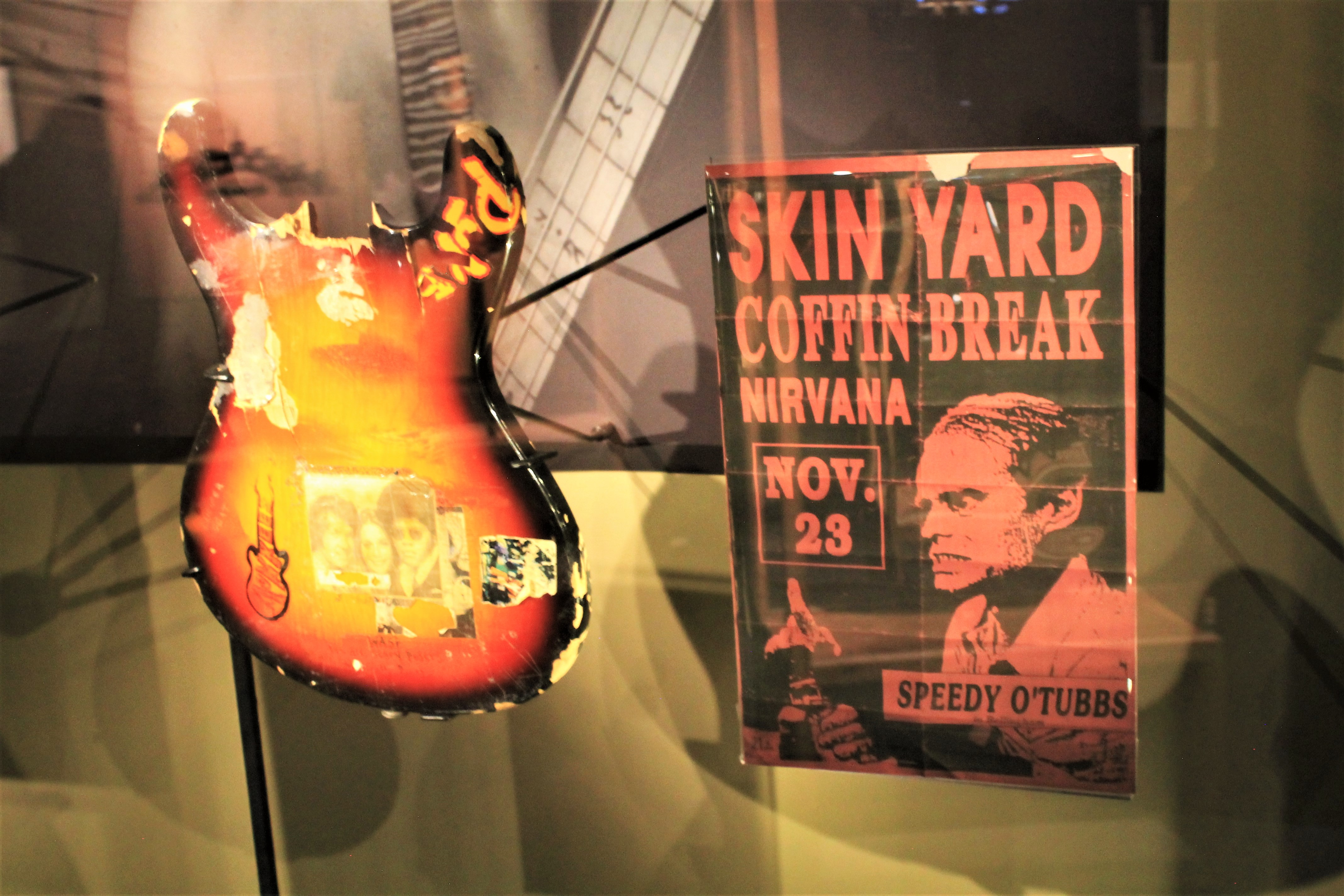
La mitad inferior de una guitarra destrozada por Kurt Cobain, exhibida en Museum of Pop Culture

El estilo de guitarra rítmica de Cobain, que se basaba en power chords, riffs de notas bajas y una técnica suelta con la mano izquierda, presentaba los componentes clave de las canciones de la banda. Cobain a menudo tocaba inicialmente el riff del verso de una canción en un tono limpio y luego lo doblaba con guitarras distorsionadas cuando repetía la parte. En algunos versos, la guitarra estaría ausente para permitir que la batería y el bajo apoyen las voces, o solo tocaría melodías escasas como el patrón de dos notas utilizado en «Smells Like Teen Spirit». Cobain rara vez tocaba solos de guitarra estándar, optando por tocar variaciones de la melodía de la canción como líneas de una sola nota. Los solos de Cobain estaban en su mayoría basados en blues y eran discordantes, lo que el compositor Jon Chappell describió como «casi una parodia iconoclasta de la pausa instrumental tradicional», una cualidad tipificada por la replicación nota por nota de la melodía principal en «Smells Like Teen Spirit» y el solo atonal de «Breed». La banda no tenía formación musical formal; Cobain dijo: «No tengo ningún concepto de saber cómo ser músico en absoluto... Ni siquiera pude pasar Guitar 101».
La batería de Grohl «llevó el sonido de Nirvana a un nuevo nivel de intensidad». Azerrad afirmó que la «poderosa forma de tocar la batería de Grohl impulsó a la banda a un plano completamente nuevo, tanto visual como musicalmente», y señaló: «Aunque Dave es un golpeador despiadado, sus partes también son claramente musicales; no sería difícil descubrir qué canción tocaba incluso sin el resto de la música».
Hasta principios de 1992, la banda había actuado en directo en formato de concierto. Comenzaron a afinar medio tono o paso completo, así como el tono de concierto. A veces, las tres afinaciones estarían en el mismo programa. Para el verano de ese año, la banda se había decidido por la afinación de medio tono hacia abajo (E♭). Cobain dijo: «Tocamos tan duro que no podemos afinar nuestras guitarras lo suficientemente rápido». La banda tenía la costumbre de destruir su equipo después de los shows. Novoselic dijo que él y Cobain crearon el «truco» para salir antes del escenario. Cobain declaró que comenzó como una expresión de su frustración con el baterista anterior Channing que cometía errores y abandonaba por completo durante las actuaciones.

### Composición y letras
Everett True dijo en 1989: «Las canciones de Nirvana tratan lo banal y peatón con una inclinación única». A Cobain se le ocurrieron los componentes básicos de cada canción, normalmente escribiéndolas con una guitarra acústica, así como el estilo de canto y la letra. Destacó que Novoselic y Grohl tenían un papel importante en decidir la duración y las partes de las canciones, y que a él no le gustaba que lo consideraran el único compositor.
Cobain normalmente escribía letras de canciones minutos antes de grabarlas. Cobain dijo: «Cuando escribo una canción, la letra es el tema menos importante. Puedo abordar dos o tres temas diferentes en una canción y el título puede no significar absolutamente nada». Cobain le dijo a Spin en 1993 que «le importaba un carajo [sic]» de qué trataban las letras de Bleach, pensando: «Gritemos letras negativas, y siempre y cuando no sean sexistas y no si te avergüenzas demasiado, todo estará bien», mientras que las letras de Nevermind fueron tomadas de dos años de poesía que había acumulado, que cortó y eligió las líneas que prefería. En comparación, Cobain afirmó que las letras de In Utero estaban «más centradas, casi se basan en temas». Cobain no escribió de forma lineal, sino que se basó en yuxtaposiciones de imágenes contradictorias para transmitir emociones e ideas. A menudo, en sus letras, Cobain presentaba una idea y luego la rechazaba; dijo: «Soy un imbécil nihilista la mitad del tiempo y otras veces soy tan vulnerable y sincero [... Las canciones son] como una mezcla de ambos. Así es la mayoría de la gente de mi edad».

## Legado

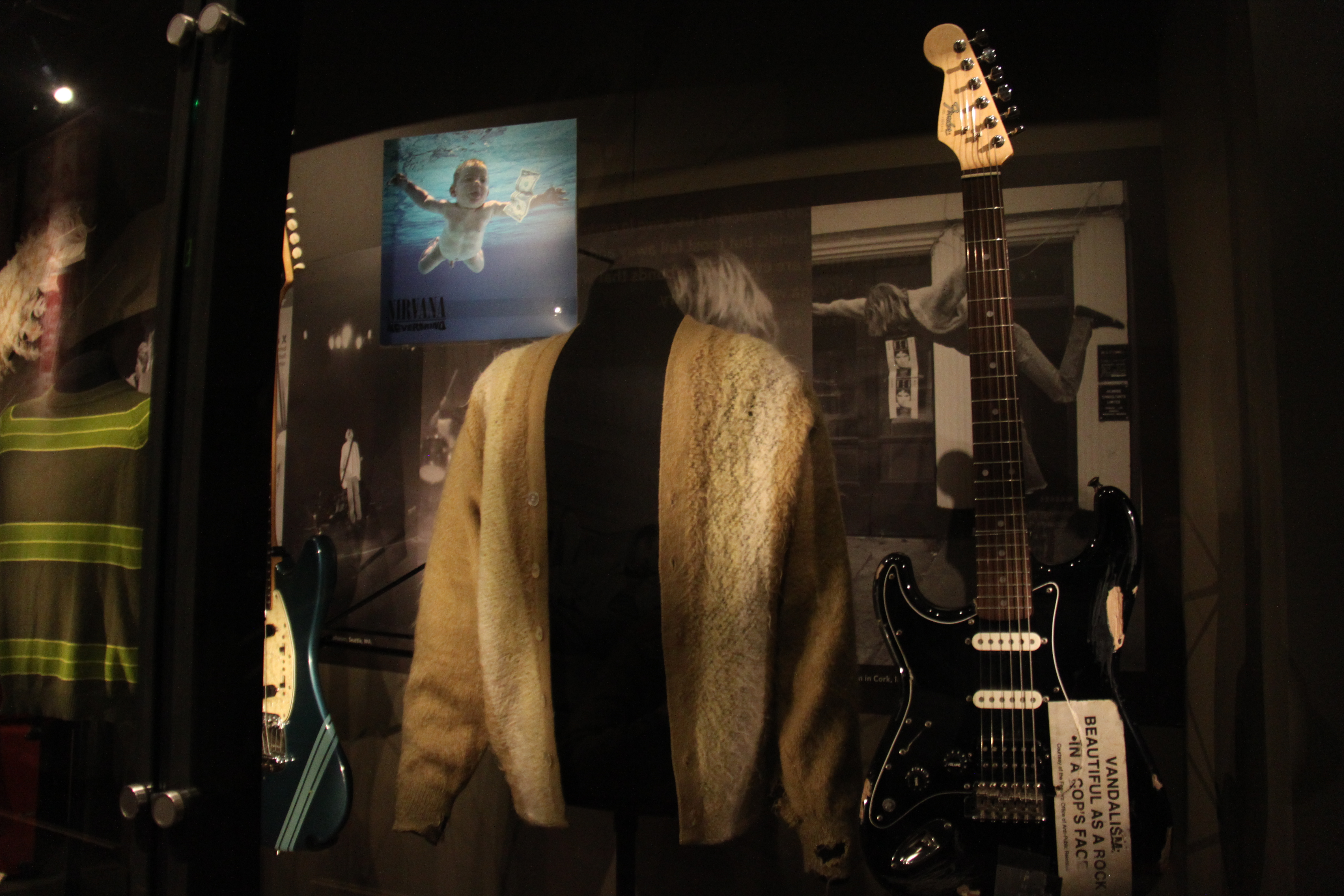
Artículos de Nirvana en el Museo EMP en Seattle (Washington)

Combinado con sus temas de abyección y alienación, Nirvana se hizo muy popular durante su breve mandato y se les atribuye haber llevado el rock alternativo a la corriente principal. Stephen Thomas Erlewine de AllMusic escribió que antes de Nirvana, «la música alternativa estaba consignada a secciones especializadas de las tiendas de discos, y los principales sellos discográficos la consideraban, como mucho, una cancelación de impuestos». Tras el lanzamiento de Nevermind, «nada volvió a ser igual, para bien o para mal». Mientras que otras bandas alternativas habían conseguido éxitos, Nirvana «derribó las puertas para siempre», según Erlewine; el avance «no eliminó la clandestinidad», sino que «simplemente le dio más exposición». Erlewine también escribió que Nirvana «popularizó la llamada “Generación X” y la cultura “holgada”». Tras la muerte de Cobain, numerosos titulares se refirieron al líder de Nirvana como «la voz de una generación», aunque había rechazado tal etiqueta durante su vida.
En 1992, Jon Pareles de The New York Times informó que Nirvana había hecho que otros grupos alternativos se impacientaran por un éxito similar: «De repente, todas las apuestas están canceladas. Nadie tiene idea de cuál de las docenas, tal vez cientos, de intratables, escandalosos, Las bandas descuidadas podrían atraer a los millones de personas que caminan por los centros comerciales». Los ejecutivos de las compañías discográficas ofrecieron grandes avances y contratos discográficos a las bandas, y las estrategias anteriores de crear audiencias para los grupos de rock alternativo fueron reemplazadas por la oportunidad de alcanzar rápidamente popularidad generalizada.
Michael Azerrad argumentó en su biografía de Nirvana Come as You Are: The Story of Nirvana (1993) que Nevermind marcó un cambio generacional trascendental en la música similar a la explosión del rock and roll en la década de 1950 y el fin del dominio de la generación del baby boom. Azerrad escribió: «Nevermind apareció exactamente en el momento adecuado. Era música de, para y sobre un grupo completamente nuevo de jóvenes que habían sido pasados por alto, ignorados o condescendientes». El líder de Fugazi, Guy Picciotto, dijo: «Era como si nuestro disco pudiera haber sido un vagabundo orinando en el bosque por la cantidad de impacto que tuvo... Se sentía como si de repente estuviéramos tocando ukeleles debido a la disparidad del impacto de lo que hacían».
Nirvana es una de las bandas más vendidas de todos los tiempos, habiendo vendido más de 75 millones de discos. Con más de 28 millones de unidades certificadas por la RIAA, también es uno de los artistas musicales más vendidos en los Estados Unidos. Han logrado 10 éxitos Top 40 en la lista Billboard Alternative Songs, incluidos cinco números uno. Dos de sus álbumes de estudio y dos de sus álbumes en vivo alcanzaron el primer puesto en el Billboard 200. Nirvana ha recibido un álbum de diamante, tres multiplatino, siete de platino y dos de oro en los Estados Unidos por la RIAA, y cuatro álbumes multiplatino, cuatro de platino, dos de oro y uno de plata en el Reino Unido por la BPI. Nevermind, su álbum más exitoso, ha vendido más de 30 millones de copias en todo el mundo, lo que lo convierte en uno de los álbumes más vendidos de la historia. Su canción de mayor éxito, «Smells Like Teen Spirit», se encuentra entre los sencillos más vendidos de todos los tiempos, habiendo vendido 8 millones de copias.

## Premios y reconocimientos
Desde su ruptura, Nirvana ha seguido recibiendo elogios. En 2003, fueron seleccionados como uno de los miembros del Mojo Hall of Fame 100. La banda también recibió una nominación en 2004 del Salón de la Fama de la Música del Reino Unido por el título de «Mejor Artista de la década de 1990». Rolling Stone colocó a Nirvana en el puesto 27 de su lista de los «100 mejores artistas de todos los tiempos» en 2004, y en el número 30 de su lista actualizada en 2011. En 2003, el editor senior de la revista, David Fricke, eligió a Kurt Cobain como el duodécimo mejor guitarrista de todos los tiempos. Más tarde, Rolling Stone clasificó a Cobain como el 45.º mejor cantante en 2008 y el 73.º mejor guitarrista de todos los tiempos en 2011. VH1 clasificó a Nirvana como el 42.º mayor artista de rock and roll en 1998, el séptimo mayor artista de hard rock en 2000 y el decimocuarto mayor artista de todos los tiempos en 2010.
Las contribuciones de Nirvana a la música también han recibido reconocimiento. El Salón de la Fama del Rock and Roll ha incluido dos de las grabaciones de Nirvana, «Smells Like Teen Spirit» y «All Apologies», en su lista de «Las canciones que dieron forma al rock and roll». El museo también clasificó a Nevermind en el puesto número 10 en su lista «Los 200 álbumes definitivos de todos los tiempos» en 2007. En 2005, la Biblioteca del Congreso añadió Nevermind al Registro Nacional de Grabaciones, que recopila grabaciones sonoras «cultural, histórica o estéticamente importantes» del siglo XX. En 2011, cuatro de las canciones de Nirvana aparecieron en la lista actualizada de Rolling Stone de «Las 500 mejores canciones de todos los tiempos», y «Smells Like Teen Spirit» ocupa el puesto más alto en el puesto 9. Tres de los álbumes de la banda se clasificaron en la lista de 2012 de la revista de «Los 500 mejores álbumes de todos los tiempos», y Nevermind se ubicó en el puesto 17. Los mismos tres álbumes de Nirvana también se colocaron en la lista de 2011 de Rolling Stone de «Los 100 mejores álbumes de los noventa», con Nevermind ocupando el puesto más alto en el número 1, lo que lo convierte en el mejor álbum de la década. Time incluyó a Nevermind en su lista de «Los 100 álbumes de todos los tiempos» en 2006, etiquetándolo como «el mejor álbum de la década de 1990». En 2011, la revista también agregó «Smells Like Teen Spirit» en su lista de «Las 100 canciones de todos los tiempos», y «Heart-Shaped Box» en su lista de «Los 30 mejores videos musicales de todos los tiempos». Pitchfork clasificó a Nevermind e In Utero como el sexto y decimotercer mejores álbumes de la década de 1990, describiendo a la banda como «la banda más grande y legendaria de la década de 1990».
Nirvana fue anunciada en su primer año de elegibilidad como parte de la clase de 2014 de miembros del Salón de la Fama del Rock and Roll el 17 de diciembre de 2013. La ceremonia de incorporación se llevó a cabo el 10 de abril de 2014 en Brooklyn (Nueva York), en el Centro Barclays. Como el galardón sólo se aplicó a Cobain, Novoselic y Grohl, el exbaterista Chad Channing no fue incluido en la inducción y fue informado de su omisión mediante mensaje de texto. Channing asistió a la ceremonia, donde Grohl le agradeció públicamente por sus contribuciones y señaló que había escrito algunas de las partes de batería más reconocidas de Nirvana. En 2023, Nirvana —representada por Novoselic, Grohl y Smear— recibió un premio Lifetime Achievement Award en los premios Grammy 2023.

## Miembros
| Agrupación final - Kurt Cobain: voz, guitarra (1987-1994; fallecido en 1994) - Krist Novoselic: bajo, voz ocasional (1987-1994), acordeón (1993-1994) - Dave Grohl: batería, coros (1990-1994) Miembros de gira - John Duncan: guitarra (1993) - Lori Goldston: chelo (1993-1994) - Pat Smear: guitarra rítmica, coros (1993-1994) - Melora Creager: chelo (1994) | Exmiembros - Aaron Burckhard: batería (1987) - Dale Crover: batería (1987-1988, 1990), coros (1988) - Dave Foster: batería (1988) - Chad Channing: batería (1988-1990) - Jason Everman: guitarra rítmica, coros (1989) - Dan Peters: batería (1990) Músicos de sesión - Mark Pickerel: batería (1989) - Mark Lanegan: guitarra (1989) - Kirk Canning: chelo (1991) - Kera Schaley: chelo (1993) |

## Discografía
- 1989: Bleach
- 1991: Nevermind
- 1993: In Utero